# 11313 Kügelgen
11313 Kügelgen è un asteroide della fascia principale del diametro medio di circa 17,88 km. Scoperto nel 1994, presenta un'orbita caratterizzata da un semiasse maggiore pari a 2,4237147 UA e da un'eccentricità di 0,0422866, inclinata di 1,15807° rispetto all'eclittica.